# Erebia valdeonica
Erebia valdeonica är en fjärilsart som beskrevs av Hospital 1948. Erebia valdeonica ingår i släktet Erebia och familjen praktfjärilar. Inga underarter finns listade i Catalogue of Life.